# Donis Avdijaj
Donis Avdijaj (Osnabrück, 25 agosto 1996) è un calciatore tedesco naturalizzato kosovaro, attaccante del Wolfsberger.

## Biografia
Nato e cresciuto ad Osnabrück in Germania, è di origini albanesi-kosovare.

## Carriera

### Club

#### Schalke 04
Dopo aver militato per 3 anni nelle giovanili dello Schalke 04, dalla stagione 2014-2015 viene inserito in prima squadra ed il 17 settembre 2014 riceve la sua prima convocazione in una partita di UEFA Champions League, contro il Chelsea.

#### Il prestito allo Sturm Graz
Il 13 gennaio 2015 durante la finestra invernale di calciomercato viene ceduto in prestito per 18 mesi dallo Schalke 04 al club austriaco dello Sturm Graz. Conclude la sua prima stagione con gli austriaci con 17 presenze e 6 gol. Inizia la sua seconda stagione in Austria il 30 luglio 2015, debuttando nel preliminare di UEFA Europa League, segnando anche il gol del provvisorio 1-1 nella gara casalinga persa dallo Sturm Graz per 2-3 contro il Rubin.

#### Ritorno allo Schalke e prestito al Roda
Ritornato allo Schalke, nella stagione 2016-17 realizza 2 gol in 8 presenze. Il 15 gennaio 2018 viene prestato per cinque mesi al Roda, club di Eredivisie. A fine stagione la squadra di Kerkrade non riesce ad evitare la retrocessione in seconda serie, dopo la sconfitta ai playout contro l'Almere City.

#### Willem II
Nonostante la retrocessione col Roda, Avdijaj rimane in Eredivisie e il 16 agosto 2018 viene ingaggiato dal Willem II, con cui firma un contratto da un anno con l'opzione per il secondo. A marzo 2019, dopo mesi di assenza in allenamento e con uno stato di forma fisica non ottimale, il club di Tilburg decide di rescindere in anticipo il contratto col giocatore.

#### Trabzonspor
L'8 luglio 2019 viene ufficializzato il suo passaggio al Trabzonspor, che si aggiudica le prestazioni sportive del calciatore per una stagione, con opzione di rinnovo per le due successive.

### Nazionale
Dopo aver giocato nell'Under-16 ed Under-17, nel 2014 ha debuttato con l'Under-19 tedesca. Dopo aver giocato per le varie rappresentative minori tedesche, arrivando fino alla Nazionale tedesca Under-19, nel 2016 decide di giocare per la Nazionale kosovara e nella sua scelta hanno inciso anche le sue origini kosovare-albanesi.
Il 7 novembre 2016 riceve la convocazione dalla Nazionale kosovara, decidendo così di lasciare la Nazionale tedesca per quella kosovara. Esordisce pertanto il 23 marzo 2017 nella partita di qualificazione ai mondiali 2018 persa per 2-1 contro l'Islanda.

## Statistiche

### Presenze e reti nei club
Statistiche aggiornate al 31 gennaio 2020.
| Stagione          | Squadra           | Campionato        | Campionato | Campionato | Coppe nazionali | Coppe nazionali | Coppe nazionali | Coppe continentali | Coppe continentali | Coppe continentali | Altre coppe | Altre coppe | Altre coppe | Totale | Totale |
| Stagione          | Squadra           | Comp              | Pres       | Reti       | Comp            | Pres            | Reti            | Comp               | Pres               | Reti               | Comp        | Pres        | Reti        | Pres   | Reti   |
| ----------------- | ----------------- | ----------------- | ---------- | ---------- | --------------- | --------------- | --------------- | ------------------ | ------------------ | ------------------ | ----------- | ----------- | ----------- | ------ | ------ |
| ago.-dic. 2014    | Schalke 04 II     | RLW               | 11         | 4          | -               | -               | -               | -                  | -                  | -                  | -           | -           | -           | 11     | 4      |
| 2014-gen. 2015    | Schalke 04        | BL                | 0          | 0          | CG              | 0               | 0               | UCL                | 0                  | 0                  | -           | -           | -           | 0      | 0      |
| gen.-giu. 2015    | Sturm Graz        | BL                | 17         | 6          | CA              | 0               | 0               | -                  | -                  | -                  | -           | -           | -           | 17     | 6      |
| 2015-2016         | Sturm Graz        | BL                | 25         | 3          | CA              | 2               | 3               | UEL                | 1                  | 1                  | -           | -           | -           | 28     | 7      |
| Totale Sturm Graz | Totale Sturm Graz | Totale Sturm Graz | 42         | 9          |                 | 2               | 3               |                    | 1                  | 1                  |             | -           | -           | 45     | 13     |
| 2016-2017         | Schalke 04        | BL                | 9          | 2          | CG              | 0               | 0               | UEL                | 3                  | 0                  | -           | -           | -           | 12     | 2      |
| Totale Schalke 04 | Totale Schalke 04 | Totale Schalke 04 | 9          | 2          |                 | 0               | 0               |                    | 3                  | 0                  |             | -           | -           | 12     | 2      |
| gen.-giu. 2018    | Roda JC           | E                 | 11         | 3          | CO              | 1               | 1               | -                  | -                  | -                  | -           | -           | -           | 7      | 2      |
| 2018-2019         | Willem II         | E                 | 15         | 4          | CO              | 3               | 4               | -                  | -                  | -                  | -           | -           | -           | 18     | 8      |
| 2019-gen. 2020    | Trabzonspor       | SL                | 8          | 1          | TK              | 2               | 0               | UEL                | 8                  | 0                  | -           | -           | -           | 18     | 1      |
| gen.-giu. 2020    | Hearts            | SP                | 1          | 0          | SC+CdL          | 0               | 0               | -                  | -                  | -                  | -           | -           | -           | 1      | 0      |
| Totale carriera   | Totale carriera   | Totale carriera   | 86         | 23         |                 | 8               | 8               |                    | 12                 | 1                  |             | -           | -           | 112    | 30     |

### Cronologia presenze e reti in nazionale
| Cronologia completa delle presenze e delle reti in nazionale ― Kosovo | Cronologia completa delle presenze e delle reti in nazionale ― Kosovo | Cronologia completa delle presenze e delle reti in nazionale ― Kosovo | Cronologia completa delle presenze e delle reti in nazionale ― Kosovo | Cronologia completa delle presenze e delle reti in nazionale ― Kosovo | Cronologia completa delle presenze e delle reti in nazionale ― Kosovo | Cronologia completa delle presenze e delle reti in nazionale ― Kosovo | Cronologia completa delle presenze e delle reti in nazionale ― Kosovo |
| Data                                                                  | Città                                                                 | In casa                                                               | Risultato                                                             | Ospiti                                                                | Competizione                                                          | Reti                                                                  | Note                                                                  |
| --------------------------------------------------------------------- | --------------------------------------------------------------------- | --------------------------------------------------------------------- | --------------------------------------------------------------------- | --------------------------------------------------------------------- | --------------------------------------------------------------------- | --------------------------------------------------------------------- | --------------------------------------------------------------------- |
| 24-3-2017                                                             | Scutari                                                               | Kosovo                                                                | 1 – 2                                                                 | Islanda                                                               | Qual. Mondiali 2018                                                   | -                                                                     | 74’                                                                   |
| 11-6-2017                                                             | Scutari                                                               | Kosovo                                                                | 1 – 4                                                                 | Turchia                                                               | Qual. Mondiali 2018                                                   | -                                                                     | 74’                                                                   |
| 29-5-2018                                                             | Zurigo                                                                | Albania                                                               | 0 – 3                                                                 | Kosovo                                                                | Amichevole                                                            | -                                                                     | 68’                                                                   |
| 7-9-2018                                                              | Baku                                                                  | Azerbaigian                                                           | 0 – 0                                                                 | Kosovo                                                                | UEFA Nations League 2018-2019 - 1º Turno                              | -                                                                     | 69’                                                                   |
| 10-9-2018                                                             | Pristina                                                              | Kosovo                                                                | 2 – 0                                                                 | Fær Øer                                                               | UEFA Nations League 2018-2019 - 1º Turno                              | -                                                                     | 68’                                                                   |
| 17-11-2018                                                            | Ta' Qali                                                              | Malta                                                                 | 0 – 5                                                                 | Kosovo                                                                | UEFA Nations League 2018-2019 - 1º Turno                              | 2                                                                     | 71’                                                                   |
| Totale                                                                |                                                                       | Presenze                                                              | 6                                                                     |                                                                       | Reti                                                                  | 2                                                                     |                                                                       |

| Cronologia completa delle presenze e delle reti in nazionale ― Germania under 19 | Cronologia completa delle presenze e delle reti in nazionale ― Germania under 19 | Cronologia completa delle presenze e delle reti in nazionale ― Germania under 19 | Cronologia completa delle presenze e delle reti in nazionale ― Germania under 19 | Cronologia completa delle presenze e delle reti in nazionale ― Germania under 19 | Cronologia completa delle presenze e delle reti in nazionale ― Germania under 19 | Cronologia completa delle presenze e delle reti in nazionale ― Germania under 19 | Cronologia completa delle presenze e delle reti in nazionale ― Germania under 19 |
| Data                                                                             | Città                                                                            | In casa                                                                          | Risultato                                                                        | Ospiti                                                                           | Competizione                                                                     | Reti                                                                             | Note                                                                             |
| -------------------------------------------------------------------------------- | -------------------------------------------------------------------------------- | -------------------------------------------------------------------------------- | -------------------------------------------------------------------------------- | -------------------------------------------------------------------------------- | -------------------------------------------------------------------------------- | -------------------------------------------------------------------------------- | -------------------------------------------------------------------------------- |
| 5-9-2014                                                                         | Colonia                                                                          | Germania under 19                                                                | 3 – 2                                                                            | Paesi Bassi under 19                                                             | Amichevole                                                                       | -                                                                                | 63’                                                                              |
| 8-9-2014                                                                         | Oberhausen                                                                       | Germania under 19                                                                | 1 – 1                                                                            | Inghilterra under 19                                                             | Amichevole                                                                       | -                                                                                | 46’                                                                              |
| Totale                                                                           |                                                                                  | Presenze                                                                         | 2                                                                                |                                                                                  | Reti                                                                             | 0                                                                                |                                                                                  |

| Cronologia completa delle presenze e delle reti in nazionale ― Germania under 17 | Cronologia completa delle presenze e delle reti in nazionale ― Germania under 17 | Cronologia completa delle presenze e delle reti in nazionale ― Germania under 17 | Cronologia completa delle presenze e delle reti in nazionale ― Germania under 17 | Cronologia completa delle presenze e delle reti in nazionale ― Germania under 17 | Cronologia completa delle presenze e delle reti in nazionale ― Germania under 17 | Cronologia completa delle presenze e delle reti in nazionale ― Germania under 17 | Cronologia completa delle presenze e delle reti in nazionale ― Germania under 17 |
| Data                                                                             | Città                                                                            | In casa                                                                          | Risultato                                                                        | Ospiti                                                                           | Competizione                                                                     | Reti                                                                             | Note                                                                             |
| -------------------------------------------------------------------------------- | -------------------------------------------------------------------------------- | -------------------------------------------------------------------------------- | -------------------------------------------------------------------------------- | -------------------------------------------------------------------------------- | -------------------------------------------------------------------------------- | -------------------------------------------------------------------------------- | -------------------------------------------------------------------------------- |
| 3-10-2012                                                                        | Myllykoski                                                                       | Germania under 17                                                                | 5 – 0                                                                            | San Marino under 17                                                              | Qual. Europeo Under-17 2014                                                      | 1                                                                                | 68’                                                                              |
| 5-10-2012                                                                        | Myllykoski                                                                       | Andorra under 17                                                                 | 1 – 10                                                                           | Germania under 17                                                                | Qual. Europeo Under-17 2014                                                      | 1                                                                                |                                                                                  |
| 8-10-2012                                                                        | Myllykoski                                                                       | Germania under 17                                                                | 8 – 1                                                                            | Finlandia under 17                                                               | Qual. Europeo Under-17 2014                                                      | 2                                                                                | 67’                                                                              |
| 26-3-2013                                                                        | Wiedenbrück                                                                      | Germania under 17                                                                | 5 – 2                                                                            | Bulgaria under 17                                                                | Qual. Europeo Under-17 2014                                                      | 1                                                                                | 76’                                                                              |
| 28-3-2013                                                                        | Iserlohn                                                                         | Germania under 17                                                                | 6 – 0                                                                            | Estonia under 17                                                                 | Qual. Europeo Under-17 2014                                                      | 1                                                                                | 41’                                                                              |
| 31-3-2013                                                                        | Ahlen                                                                            | Ucraina under 17                                                                 | 1 – 0                                                                            | Germania under 17                                                                | Qual. Europeo Under-17 2014                                                      | -                                                                                | 83’                                                                              |
| Totale                                                                           |                                                                                  | Presenze                                                                         | 6                                                                                |                                                                                  | Reti                                                                             | 6                                                                                |                                                                                  |